# Бодрый (эсминец, 1936)
«Бодрый» — эскадренный миноносец Черноморского флота СССР, головной корабль проекта 7, участник Великой Отечественной войны.

## Предпосылки к строительству корабля
В июле 1931 года Совет Труда и Обороны СССР одобрил программу военно-морского строительства, в которой предусматривалось создание новых, более эффективных эскадренных миноносцев, и объявил о создании Центрального конструкторского бюро спецсудостроения (ЦКБС-1), главным инженером которого был назначен В. А. Никитин, а ответственным исполнителем работ — П. О. Трахтенберг. Комиссия Союзверфи во главе с В. А. Никитиным в 1932 году отправилась в Италию для изучения технико-тактических характеристик итальянских эсминцев судостроительной фирмы «Ансальдо» и дальнейшей корректировки своего проекта. Ознакомившись с документацией эсминцев типа «Мистрале», инженеры официально внесли корректировки в свой проект. Таким образом, основой для кораблей проекта 7 стали итальянские эсминцы этого типа. 21 декабря 1934 проект был утверждён Союзом Труда и Обороны.
Стараниями ЦКБС-1 новые корабли данного типа оказались одними из лучших в мире: ни по боевым качествам, ни по показателям стрельбы, ни по скорости хода, качеству энергетической установки и надёжности эсминцы проекта 7 не уступали даже германским образцам. Но главной заслугой советских конструкторов стало то, что такая крупная серия кораблей была построена своевременно ещё до начала Великой Отечественной войны. Головным кораблём данного проекта стал именно эсминец «Бодрый».

## Строительство эсминца и предвоенная служба
Эскадренный миноносец «Бодрый» был заложен 31 декабря 1935 на заводе имени 61-го Коммунара в Николаеве. Спуск на воду состоялся 1 августа 1936, а сам корабль вошёл в строй 6 ноября 1938. В ходе заводских и приёмных испытаний были выявлены некоторые дефекты конструкции корабля, вследствие чего были дополнительно укреплены главные котлы, оборудовано раздельное питание силовой и осветительной электросетей, заменены торпедные аппараты и артиллерия главного калибра, а также переделана изоляция во всех помещениях. Позднее на следующих эсминцах данного типа усовершенствования шли во время строительства. Дважды корабль прошёл ремонты до войны: гарантийный с июля 1939 года по апрель 1940 года в Николаеве на заводе № 198 и текущий с августа по октябрь
В июле 1940 года производившую учебную атаку подводную лодку А-1 таранил эсминец «Бодрый» — вахтенный офицер эсминца принял перископ за вражеский. Лодка встала в ремонт для восстановления перископа.
1940 года в Севастополе на заводе № 201. Также в апреле 1941 на эсминце заменили 130-мм орудия Б-13 первой серии на вторую. В июне 1940 года «Бодрый» посетил румынский порт Констанцу.

## Великая Отечественная война

### Оборона Одессы
Начало войны эсминец встретил в Севастополе, где производил чистку и щелочение паровых котлов. С начала боевых действий он нёс дозорную службу, обеспечивал ПВО главной базы и прикрывал отход кораблей Дунайской флотилии. В июле он одним из первых был оборудован размагничивающими обмотками ЛФТИ, проложенными по борту рядом с привальным брусом. В августе 1941 года он участвовал активно в обороне Одессы: сопровождал транспорты с припасами и подкреплениями, отражал авианалёты, обстреливал сухопутные позиции противника. При помощи береговых корректировочных постов экипаж эсминца эффективно боролся с вражескими силами и даже получил благодарность командования Одесской военно-морской базы за уничтожение командного пункта и штаба одной из румынских дивизий.
13 августа эсминец был перевооружён зенитными автоматами 70-К вместо 45-мм полуавтоматов, что стало очень своевременным: через пять дней эсминец подвергся двумя воздушным атакам по возвращении в базу. Затем налёты повторились 22, 25 и 28 августа, однако бомбардировщики не смогли повредить эсминец. И всё же 9 сентября в Одессе корабль, доставлявший 1040 снарядов для полевой артиллерии гарнизона, был повреждён 6-дюймовым снарядом. Взрыв перебил 171-й, 172-й и 173-й шпангоуты, оборвали кабели и трубопроводы, уничтожил оборудование лазарета, а осколки проникли в нефтяные цистерны и орудийные погреба. К счастью, воспламенения топлива или боезапаса не произошло. Эсминец сохранил боеспособность и, прикрывшись дымовой завесой, благополучно вышел из гавани. Пробоину в наружной обшивке временно заделали пластырем.
В течение следующих пяти дней «Бодрый» обстрелял 18 береговых батарей противника и пять раз подвергнулся обстрелу с их стороны, а также неоднократно отражал воздушные атаки. Благодаря своевременному применению дымоаппаратуры повреждений удалось избежать. 14 сентября корабль прибыл в Севастополь, где за полтора дня на нём восстановили всё повреждённое оборудование, исправили повреждения от разрыва снаряда и изменили расположение противоминной обмотки, перенеся её с борта на верхнюю палубу. 17 сентября эсминец вновь вышел в море и в течение месяца непрерывно занимался конвойной службой, а также совершил одну минную постановку. В октябре он принял участие в эвакуации одесского гарнизона и за четыре дня израсходовал огромное количество боеприпасов. 16 октября по пути в Севастополь он попал в 8-балльный шторм (волна до 7 баллов), но получил небольшие повреждения.

### Авианалёты в Севастополе
31 октября 1941 года в 16:25 на дистанции 60 кабельтовых от корабля, который шёл в Севастополь после обстрела занятых противником береговых позиций в районе Евпатории, были обнаружены 9 самолётов Ju-87 и 6 самолётов Me-109. Корабль увеличил скорость и открыл огонь по самолётам. Пилоты люфтваффе, однако, действовали грамотно в ответ на стрельбу: они поднимались выше облаков и пикировали на цель со стороны солнца. Немцы сбросили 36 бомб и выпустили огромное количество пуль и снарядов. Прямых попаданий бомб не было (бомбардировщики скрылись тут же), но некоторые взорвались на расстоянии 7-10 метров от корпуса корабля. Помимо этого истребители противника в течение часа до конца пути эсминца продолжали его обстрел.
Ремонтники насчитали около 2 тысяч пробоин в надстройках и надводном борту, а также 19 пробоин по левому борту в районе ватерлинии. Из топливных цистерн вытекала нефть (за борт и внутрь корабля), давление в котлах резко упало и привело к снижению скорости. Также произошло возгорание дымовых шашек и 37-мм снарядов в кранцах, плюс ко всему вышли из строя некоторые приборы. Жертвами авианалёта стали 4 убитых и 49 раненых (ранен был и командир корабля, капитан 3 ранга В. М. Митин). Борьба за живучесть корабля шла в сложных условиях под огнём с истребителей, и в её ходе чуть не произошла катастрофа: вентиляторы затянули дым от горевших дымовых шашек во второе котельное отделение, а в это время от сотрясения корпуса открылась крышка люка котельного отделения, и оттуда повалил густой дым. Моряки решили, что там вспыхнул пожар, и бросили в люк баллоны с углекислотой, но те чудом не сработали (в противном случае котельное отделение могло выйти из строя).
Через два дня у стенки Севморзавода эсминец снова вступил в бой: три бомбардировщика резко спикировали на корабль. Четыре бомбы массой 250 кг каждая угодили в баржу у левого борта «Бодрого» и утопили её. В корпусе эсминца образовалось около тысячи новых осколочных пробоин, из них 14 в подводной части корпуса. Повреждения усугубило загоревшееся топливо, которое ещё и растеклось по воде. Убито 10 человек, ранено 16. Продолжать ремонт было опасно, и поэтому в ночь на 3 ноября «Бодрый» своим ходом в сопровождении «Безупречного» поспешил в Поти. На переходе сквозь наспех заделанные деревянными пробками пробоины начала просачиваться вода, из-за чего крен достигал 10° (один раз пришлось даже останавливать турбины). В Поти за полтора месяца эсминец был отремонтирован и доукомплектован экипажем.

### Прорыв в Севастополь. Оборона города
16 декабря 1941 года эсминец, приняв на борт 227 человек десанта, вышел в Туапсе, а оттуда в Новороссийск. Четыре дня спустя «Бодрый» в составе отряда командующего флотом вице-адмирала Ф. С. Октябрьского (крейсера «Красный Крым», «Красный Кавказ», лидер «Харьков» и эсминец «Незаможник») участвовал в знаменитом прорыве в осаждённый Севастополь. Отряд отразил многочисленные атаки бомбардировщиков люфтваффе и доставил в город 4 тысячи бойцов 79-й бригады морской пехоты. На борту «Бодрого» в этом походе находилось 340 десантников, 6 противотанковых орудий и 35 т боеприпасов. Более суток эсминец находился в Севастополе, почти непрерывно ведя огонь по вражеским самолётам и сухопутным войскам, а вечером 22 декабря ушёл в Поти. Зенитчикам корабля удалось подбить один Junkers Ju 88.
В январе 1942 года «Бодрый» прошёл планово-предупредительный ремонт в Поти, совершил два выхода в море для обстрела береговых позиций гитлеровцев (израсходовал 174 снаряда калибром 130 мм) и произвёл высадку десанта в районе Судака. В конце февраля эсминец был поставлен на капитальный ремонт в Туапсе и одновременно включён в систему ПВО города. 26 марта огнём из 130-мм орудий моряки сбили вражеский самолёт. Приближение немцев заставило 8 июля перебазировать эсминец в Поти для завершения ремонта.

### Бомбардировка в Поти
Работы уже были закончены, когда произошла трагедия: 16 июля 1942 года 16 вражеских бомбардировщиков приблизились к базе на большой высоте (6-7 км) и группами спикировали на корабли. В корму «Бодрого» почти одновременно с сигналом боевой тревоги попали 2 бомбы: первая пробила настил палубы по правому борту в районе 166-167-го шпангоутов и ударилась во вспомогательный упорный подшипник гребного вала, а затем, изменив направление, пронзила несколько переборок и цистерн, но не взорвалась; вторая угодила в кормовое машинное отделение и взорвалась; третья бомба разорвалась между стенкой пирса и кормой корабля в районе 220-го шпангоута. Взрыв был огромной силы, и несколько моряков были выброшены ударной волной за борт. Все помещения позади 133-го шпангоута быстро заполнились водой, корабль осел кормой на 5,7 м. Экипаж немедленно включился в борьбу за живучесть корабля. Сначала морякам удалось локализовать поступление воды внутрь корпуса, затем с помощью подошедшего буксира СП-13 они осушили ряд помещений и подвели под корму два 80-тонных понтона. На следующий день, предварительно обрезав висевший на искорёженных листах обшивки торпедный аппарат, эсминец ввели в плавучий док. При осушении дока раздался сильный треск: это разорвались связи в районе 159-го шпангоута. Кормовая часть «Бодрого» фактически отломилась. Два с половиной года шёл ремонт корабля, и лишь 31 декабря 1944, когда боевые действия на Чёрном море уже завершились, эсминец вступил в строй.
За годы войны он прошёл 12 120 миль, 13 раз выходил на обстрелы береговых позиций противника, произвёл 72 зенитные стрельбы, выпустил по неприятелю следующее количество снарядов:
- 1332 снаряда калибра 130 мм
- 988 снарядов калибра 76 мм
- 12 снарядов калибра 45 мм
- 1771 снаряд калибра 37 мм
- 1433 пули калибра 12,7 мм

Также корабль поставил 50 мин КБ-3. Итого он сбил два самолёта и два повредил, торпеды и глубинные бомбы не сбрасывал.

## После войны
Эсминец с 1951 до конца 1953 стоял на капитальном ремонте. 17 февраля 1956 его вывели из боевого состава и переформировали сначала в судно-цель ЦЛ-3, а 13 октября 1959 в учебно-тренировочную станцию УТС-8. 9 сентября 1962 он был превращён в плавучую мишень и вскоре посажен на прибрежную отмель у Тендровской косы, где сохранился и по сей день.

## Командиры
- 10.1936 — 08.1937 — Харламов Николай Михайлович
- 03.1937 — 05.1937 —  Сергеев, Сергей Михайлович
- 194? — 07.1942 — капитан 3-го ранга Митин Владимир Михайлович
- 16.07.1942 — 04.1944 — капитан 3-го ранга Козлов Евгений Андреевич
- 24.04.1944 —  ноябрь 1945 — капитан 2-го ранга Жиров, Фёдор Васильевич